# Edred John Henry Corner
Edred John Henry Corner   (Londres, 12 de gener de 1906 - Cambridge, 14 de setembre de 1996) fou un botànic anglès que va ocupar els llocs d'assistent director al Jardí Botànic de Singapur, de 1926 a 1946, i professor de Botànica Tropical a la Universitat de Cambridge de 1949 a 1973.
Els seus estudis de la morfologia seminal li van permetre formular la teoria del dúrio (Durio zibethinus) sobre l'origen dels espermatòfits. Va ser un expert en el gènere Ficus i en la família de les arecàcies, i un distingit micòleg, havent publicat Boletus in Malaysia el 1972.

## Controvèrsia
Va ser una figura controversial, vist per alguns com un col·laboracionista amb els japonesos durant la segona guerra mundial en l'ocupació de Singapur. De fet se li va oferir l'oportunitat de continuar la seua obra al Jardí botànic de Singapur, a instàncies del desplaçat governador britànic, Sir Shenton Thomas, i en ser tractat pels japonesos com un enemic aliat, se li va requerir l'ús d'una estrella vermella a la roba. Les seues històries d'aquesta època estan contingudes a The Marquis - A Tale Of The Syonan-to (1981). També va escriure una Biographical Memoir de l'Emperador Hirohito per a la Royal Society.
Edred va guanyar alguna notorietat entre els cercles creacionistes en anys recents per una freqüentment remarcada cita: "...però encara penso de manera no prejutjada, que els registres fòssils de plantes estan a favor d'una creació especial." La cita completa és:
| « | La teoria de l'evolució no és exactament la teoria de l'origen de les espècies, encara que és l'única explicació de fet que els organismes puguen ser classificats en jerarquies d'afinitat natural. Molta evidència pot adduir-se en favor de la teoria de l'evolució - de la biologia, biogeografia i de la paleontologia, però encara pense de manera no prejutjada, que els registres fòssils de plantes estan a favor d'una creació especial. Si, no obstant això, pogueren trobar-se altres explicacions per a aquestes jerarquies de classificació, podrien convertir-se en la humiliació de la teoria de l'evolució. Es pot un imaginar com una orquídia, un jacint d'aigua, una palmera venen del mateix ancestre, i tenim alguna evidència d'aquesta hipòtesi? Un evolucionista ha d'estar preparat amb una resposta, però pense que es faria fallida davant una exhaustiva requisitòria. Textos d'engany. Una sèrie de més i més plantes complicades s'introdueixen - alga, fong, briòfits, i altres, i s'agreguen exemples de manera eclèctica per a explicar l'una o l'altra teoria - i així es realitza la presentació de l'evolució. Si l'univers de plantes consistira únicament d'aqueixos pocs tipus trobats en els textos de la botànica estàndard, la idea de l'evolució mai podria caure's, ja que els fons d'aqueixos llibres de text són de països temperats amb, al màxim, pobres llocs per a estudiar la vegetació del planeta. El punt, per descomptat, és que hi ha milers i milers d'espècies vivents, predominantment tropicals, que no entren en la botànica general, encara que són els ponts amb els quals els taxònoms van construir el seu temple de l'evolució, i són els mateixos que s'adoren?" | » |
| — E.J.H. Corner 1961, de 'Evolution', p. 97, en "Contemporary Botanical Thought", Anna M. Macleod, L. S. Cobley (editors), Oliver & Boyd, per a la Societat Botànica d'Edinburg | |   |

## Honors

### Epònims
Moltes espècies es van nomenar en honor seu:
- Anisophyllea corneri
- Calamus corneri
- Eria corneri
- Platyscapa corneri

### Guardons
- Medalla Darwin, 1960
- Medalla Daurada Linneana, 1970
- International Prize for Biology del Japó, 1985

## Algunes publicacions

### Llibres
- Corner EJH. Natural History of Palms.  University of California Press. Berkeley, 1966.
- Corner EJH. Boletus in Malaysia.  Government Printing Office/Botanic Gardens, Singapore, 1972.
- Corner EJH. The Seeds of Dicotyledons.  Cambridge University Press, 1976.
- Corner EJH. Wayside trees of Malaya.  Singapore publishing, 1952.